# Les Enfants du nid d'abeilles
Pour plus de détails, voir Fiche technique et Distribution.
Les Enfants du nid d'abeilles (蜂の巣の子供たち, Hachi no su no kodomotachi), aussi titré Les Enfants de la ruche, est un film japonais réalisé, scénarisé et produit par Hiroshi Shimizu, sorti en 1948. Dans ce film, Shimizu fait tourner des acteurs non-professionnels, les rôles des enfants sont tenus par les orphelins qu'il a recueilli après la guerre.

## Synopsis
Japon, gare de Shimonoseki. Un soldat rapatrié du front renonce à prendre son train et fait la rencontre d'un groupe d’enfants orphelins qui survivent en se livrant à de petits trafics de marché noir sous l'étroite surveillance d’un unijambiste. Le soldat, lui-même orphelin, n’a nulle part où aller, il part sur la route avec son barda. Bientôt certains de ces enfants, qui fuient la gare à la suite d'une descente de police, le rejoignent. Il décide de les prendre sous son aile et de les emmener à Mikaeri no tō (la Tour d'introspection), le foyer où il fut lui-même élevé.

## Fiche technique

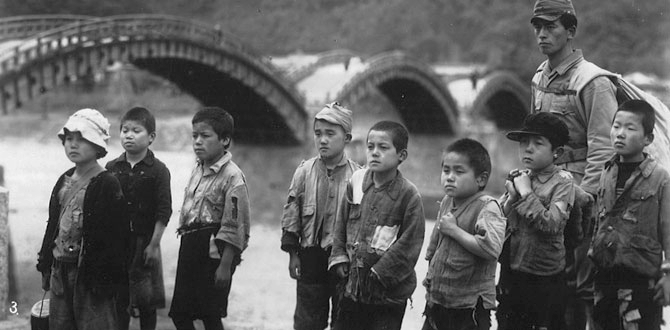
Les Enfants du nid d'abeilles (1948)

- Titre original : 蜂の巣の子供たち (Hachi no su no kodomotachi?)
- Titre français : Les Enfants du nid d'abeilles[1]
- Titre français alternatif : Les Enfants de la ruche[2],[3]
- Titre anglais : Children of the Beehive
- Réalisation : Hiroshi Shimizu
- Scénario : Hiroshi Shimizu
- Photographie : Saburō Furuyama
- Musique : Senji Itō
- Producteur : Hiroshi Shimizu
- Société de production : La Production de la ruche[4] (蜂の巣映画, Hachi no su eiga?)
- Société de distribution : Tōhō
- Pays d'origine :  Japon
- Langue originale : japonais
- Format : noir et blanc — 1,37:1 — 35 mm — son mono
- Genre : Drame
- Durée : 86 minutes[5] (métrage : dix bobines - 2 350 m[5])
- Date de sortie :
  - Japon : 24 août 1948[5]

## Distribution

### Les adultes
- Shunsaku Shimamura : Shimamura, le soldat rapatrié
- Masako Natsuki : Yumiko Natsuki
- Gosho Shoichi : l'unijambiste
- Kiyomi Imoto : le médecin

### Les enfants
- Shin'ichirō Kubota : Shin
- Kiyoshi Kawanishi : Kiyoshi
- Yoshibu Chiba : Yoshibu
- Hiroyuki Mihara : Hiroyuki
- Yutaka Iwamoto : Yutaka

## Autour du film
Après la Seconde Guerre mondiale, nombreux sont les enfants orphelins qui vivent de la mendicité dans les grandes villes. Hiroshi Shimizu recueille chez lui certains d'entre eux et confie à Tadamoto Ōkubo, un réalisateur au chômage, le rôle de les élever. Il décide de tourner un film avec ces enfants et fonde La Production de la ruche (蜂の巣映画, Hachi no su eiga) en 1948.
Les Enfants du nid d'abeilles est le premier film réalisé par Hiroshi Shimizu depuis son départ de la Shōchiku après la guerre, il le produit lui-même en dehors du système des grands studios par l'intermédiaire de sa propre société de production indépendante, et le film est distribué par la Tōhō. En dehors de Shimizu, de Tadamoto Ōkubo, du chef opérateur Saburō Furuyama et de l'assistant réalisateur Shin'ichi Sekizawa, toute l'équipe et les acteurs sont des non-professionnels, le tournage se fait entièrement en extérieur.
Si Donald Richie note qu'il était interdit de montrer les occupants à l'écran et qu'en conséquence, Shimizu a dû constamment effectuer des recadrages en tournant dans les gares pour ne pas filmer de GI, Jasper Sharp s'étonne dans son Historical Dictionary of Japanese Cinema que Hiroshi Shimizu ait pu inclure dans son film une scène tournée à Hiroshima à une période où toute allusion à la bombe atomique est formellement interdite par les forces d'occupation américaine.
Deux suites sont tournées avec ces mêmes enfants dans les années qui suivent : Ce que sont devenus les enfants de la ruche (その後の蜂の巣の子供達, Sono go no hachi no su no kodomotachi, 1951) et Les Enfants du Grand Bouddha (大仏さまと子供たち, Daibutsu-sama to kodomotachi, 1952).